# IBM System/23 Datamaster

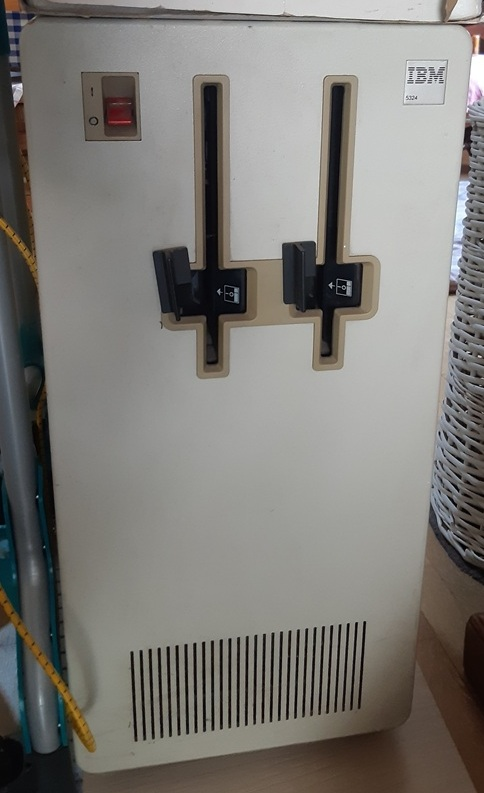
El modelo de torre 5324 tiene el monitor y el teclado separados de la unidad de proceso

El System/23 Datamaster (Modelo 5322 de escritorio y Modelo 5324 de piso) fue presentada por IBM el 28 de julio de 1981. El Datamaster era la computadora de IBM más barata, hasta la entrada en el mercado del IBM PC, anunciado el mes siguiente.

## Descripción
El Datamaster, modelo 5322 es una computadora todo en uno con pantalla en modo texto CRT, teclado, procesador, memoria y dos unidades de disquete de 8 pulgadas en un mismo gabinete; el modelo 5324 cuenta con una torre con la unidad de proceso, memoria y disqueteras mientras que tiene teclado y monitor separados. El procesador es un Intel 8085 de 8 bits, con conmutación de bancos para acceder a 256 kB de memoria principal. La intención del Datamaster era proporcionar una computadora que pudiera instalarse y operarse por personal no especializado.
Se incorporó un intérprete BASIC al sistema. IBM decidió fusionar la implementación BASIC del Datamaster con el System/34 BASIC, lo que supuestamente retrasó el Datamaster por casi un año. Cuando se presentó, un Datamaster de pantalla única se vendió por alrededor de US$9000 (equivalente a $30 163 en 2023). Se podía conectar un segundo teclado y pantalla en una configuración extendida.

## Influencia en sistemas IBM posteriores
La familiaridad que el grupo de diseño obtuvo con el proyecto Datamaster alentó la selección de una CPU de Intel para la IBM PC. El retraso causado por la decisión de reutilizar el BASIC del System/34 en el Datamaster fue uno de los factores en la selección de IBM del Microsoft BASIC para la IBM PC (el otro es la ubicuidad de Microsoft BASIC en otras computadoras domésticas en ese momento).
Varios componentes del Datamaster se reutilizaron en el posterior IBM PC. El bus de expansión de la PC, más tarde conocido como bus ISA, se basó en el bus de E/S del Datamaster. El teclado Modelo F, con su diseño de estilo IBM 5250, también se reutilizó en la PC, aunque con una interfaz en serie y una nueva carcasa externa.